# Малик Галина Миколаївна
Галина Малик (12 серпня 1951, Бердянськ) — українська письменниця, перекладачка, редакторка, громадська діячка, укладачка антологій закарпатської літератури ХХ століття, у тому числі поезії та прози для дітей, авторка першого українського новітнього коміксу для дітей (у співавторстві з художником А. Гойдою), українського «фентезі для найменших» та підліткового соціального фентезі (дилогія «Злочинці з паралельного світу»), авт

## Життєпис
Народилася 12 серпня 1951 року у місті Бердянськ Запорізької області. Батько, Малик Микола Андріянович, був ученим агрономом. Мати, Малик Анастасія Данилівна, – педагогом. На початку 1964 року Галина Малик разом з батьками переїхала в селище Середнє на Закарпатті.
Закінчила філологічний факультет Ужгородського державного університету. 
Працювала коректоркою у міській друкарні міста Ужгород, журналісткою у місцевій пресі, завідувала відділом інформації з питань культури та мистецтва Закарпатської обласної наукової бібліотеки (1980–1990), працювала головною редакторкою у видавництвах «XXI вік», «Бокор», «Закарпаття», очолювала редакцію журналу для дітей «Віночок». Входить до оргкомітету щорічної книжкові виставки-ярмарку «Ужгородський книжковий Миколай». Працює головною редакторкою Закарпатської філії видавництва «Знання» (м. Київ).

## Творчість
Писати літературні твори почала зі шкільного віку. Першою адресаткою текстів для дітей стала донька письменниці. 
До Національної спілки письменників України вступила у 1991 році.
Пише українською мовою, перекладає з болгарської. Вперше вірші були опубліковані у газеті "Закарпатська правда" у жовтні 1967 року. Друкувалася в обласних та республіканських газетах "Молодь України", "Сільські вісті", "Зірка", "Вісті України", журналах "Малятко", "Барвінок", "Перець", "Початкова школа", "Прапор", "Радянська жінка", "Веселка", колективних збірниках "Дзвінке джерело", "Первоцвіт", "Веселий ярмарок".
Згодом Галина Малик почала писати казкові повісті для дітей, головні герої яких діти та підлітки. З персонажами цих повістей весь час трапляються якісь пригоди, діти потрапляють у казкову країну, а то мешканці казкових країн потрапляють у реальне життя.
За повісті «Незвичайні пригоди Алі в країні Недоладії» у 1988 році Галині Малик було присуджено премію імені О. Копиленка. Повість була надрукована у радянському часописі  для дітей "Міша", який поширювався за кордоном і видавався сімома мовами: англійською, німецькою, італійською, французькою, іспанською, угорською і російською. За повість «Злочинці з паралельного світу», Галині Малик було присуджено звання лауреата літературної премії імені Лесі Українки 2003 року. 
Письменниця є також авторкою книжок: «Пантлик і Фузя», «Пантлик і Фузя сперечаються», «Пантлик і Фузя купують годинника», «Пригоди Іванка і Беркутка», «Як ти народився» та збірки перекладів з російської мови Даниїла Хармса «Я тепер автомобіль».
У 2007 році Галина Миколаївна відзначена літературною премією ім. Ф. Потушняка за книги казок для дітей «Пригоди в зачарованому місті» (Тернопіль, 2006) та «Сміятись заборонено» (Київ, 2005).
У 2019 році на фестивалі «Азбукове Королівство Магів і Янголів.Країна Драконів» у Музеї книги і друкарства України Галина Малик презентувала книжку «Мандри та подвиги лицаря Горчика». За жанром це лицарський роман-дилогія, пародія-буф для дітей.  

## Діяльність
- заступниця голови Асоціації творчих жінок Закарпаття «Нова форма»
- очільниця оргкомітету щорічної книжкові виставки-ярмарки «Ужгородський книжковий Миколай» (від 2005 р.)
- член експертної ради всеукраїнського рейтингу «Книжка року» у номінації «Дитяче свято»

## Нагороди і відзнаки
- 1987 – лауреатка премії журналу «Перець» за найкращі вірші для дітей.
- 1988 – лауреатка премії ім. Олександра Копиленка за повісті «Аля в країні Недоладії» та «Подорож Алі у Країну Сяк-Таків».
- 2000 – лауреатка обласного конкурсу «Від Кирила та Мефодія – до наших днів» у номінації «Література для дітей».
- 2002 – лауреатка першої премії Міжнародного книжкового ярмарку «Книжковий сад» (м. Київ): номінація «Світ дитини» за книжку «Злочинці з паралельного світу».
- 2002 – лауреатка книжкової виставки «Ужгородський книжковий Миколай» у номінації «Найрезонансніший автор року».
- 2003 – лауреатка літературної премії ім. Лесі Українки.
- 2004 – дипломантка Міжнародного книжкового ярмарку «Книжковий сад» (м. Київ): спеціальний диплом за книжку «Злочинці з паралельного світу-2».
- 2007 – лауреатка літературних премій ім. Федора Потушняка
- 2013 – відзнака «Золота пір’їнка» від журналу «Ангелятко»

## Твори

### Книжки
- Страус річкою пливе (1984, Веселка)
- Неслухняний дощик (1986, Карпати)
- Знає Вітя все на світі (1988, Веселка)
- Незвичайні пригоди Алі в країні Недоладії (1991, Веселка)
- Мій срібний князю…: сонетна поема (2002, Видавництво Закарпаття)
- Злочинці з паралельного світу (2001, Світ)
- Злочинці з паралельного світу−2 (2003, Світ)
- Пригоди Алі в країні Недоладії (1990, Теза)
- Подорож Алі до країни сяк-таків (1997, Теза)
- Злочинці з паралельного світу (2001, Теза)
- Злочинці з паралельного світу – 2 (2003, Теза)
- Пригода в зачарованому місті (2005, Підручники і по(2005, Зелений пес)
- Принцеса Мішель і король Грифаїни (2006, Книжковий Хмарочос)
- Як ти народився (2006, Книжковий Хмарочос)
- Для чого потрібні тато й мама (2006, Книжковий Хмарочос)
- Чому я хлопчик (2006, Книжковий Хмарочос)
- Чому я дівчинка (2006, Книжковий Хмарочос)
- Вуйко Йой і Лишиня (2007; 2009, Грані-Т»)
- Мандри і подвиги лицаря Горчика (2009, Аверс)
- Третя подорож Алі (2008; 2010, Теза)
- Незвичайна книжка (2010, Карпати)
- Абра&Кадабра (2011, Ліра)
- Незвичайна Книжка. Для хлопців і дівчаток. Каже сіра мишка. А де її початок?» (2011, Навчальна книга – Богдан)
- Забавлянки (2011, Видавництво Старого Лева)
- Вуйко Йой і Страшна Велика Кука (2011, Грані-Т)
- Бешкетні вірші (2011, Видавництво Івана Малковича «А-БА-БА-ГА-ЛА-МА-ГА»)
- Неймовірні історії. Вибране (2012, Карпати)
- Бабусина книжка (2012, Видавництво Старого Лева)
- Їде грудень на коні (2015, KALAMAR)
- Вірші для Одарочки (2016, Карпати)
- Незвичайні пригоди Алі (2016, 2017, Видавництво Івана Малковича «А-БА-БА-ГА-ЛА-МА-ГА»)
- Як сонечко крапочки загубило (2018, Видавництво Старого Лева)
- Мандри та подвиги лицаря Горчика (2019, Знання)
- Піратський маршрут (2019, Видавництво Старого Лева)

### Переклади
- Даніїл Хармс. Я тепер автомобіль (передмова, переклад з рос., 1990, Веселка)
- Міхал Гворецький. Троль. (пер. зі словацьк., 2018, Знання)

### Мультимедійні видання
- Незвичайні пригоди Алі в країні Недоладії: аудіокнижка, CD (2009, Теза)
- Подорож Алі до країни сяк-таків: аудіокнижка, CD (2009, Теза)
- Забавлянки: електронна інтерактивна книжка (2011, Видавництво Старого Лева, Arivo)[3]